# All I've Got to Do
Pistes de With the Beatles
It Won't Be Long All My Loving
All I've Got to Do est une chanson des Beatles de 1963, écrite par John Lennon, mais créditée à lui-même et Paul McCartney. Elle a été écrite dans le style de Smokey Robinson.
Elle est enregistrée le 11 septembre 1963 aux studios EMI d'Abbey Road. Elle est éditée par Parlophone au Royaume-Uni sur l'album With the Beatles le 22 novembre 1963, et aux États-Unis le 20 janvier 1964 sur Meet the Beatles.

## Interprètes
- John Lennon : chant, guitare rythmique
- Paul McCartney : chant, basse
- George Harrison : chœurs, guitare solo
- Ringo Starr : batterie

## Reprises par d'autres artistes
The Smithereens ont repris All I've Got to Do sur leur album Meet the Smithereens (2007).